# Henricus Tromp
Henricus Tromp (més tard Henricus van Tromp Hettinga, Tanjung Pura, Índies Orientals Neerlandeses, 19 de març de 1879 – Etterbeek, Bèlgica, 17 d'abril de 1962) va ser un remer neerlandès que va competir cavall del segle xix i el segle xx.
El 1900 va prendre part en els Jocs Olímpics de París, on guanyà una medalla de bronze en la prova de vuit amb timoner com a membre de l'equip Minerva Amsterdam.